# Cendiuna cendira
Cendiuna cendira är en skalbaggsart som beskrevs av Maria Helena M. Galileo och Martins 1991. Cendiuna cendira ingår i släktet Cendiuna och familjen långhorningar. Inga underarter finns listade.